# Клин на Бодрогу
Клин на Бодрогу (слч. Klin nad Bodrogom) насељено је мјесто са административним статусом сеоске општине (слч. obec) у округу Требишов, у Кошичком крају, Словачка Република.

## Становништво
| Година:    | 1994. | 2004.   | 2014.   | 2024.    |
| ---------- | ----- | ------- | ------- | -------- |
| Број људи: | 206   | 194     | 212     | 185      |
| Разлика:   |       | -5,82 % | +9,27 % | -12,73 % |

| Година:    | 2023. | 2024. |
| ---------- | ----- | ----- |
| Број људи: | 185   | 185   |
| Разлика:   |       | +0 %  |

Према подацима о броју становника из 2011. године насеље је имало 211 становника.